# Krivodol Glacier
Krivodol Glacier är en glaciär i Antarktis. Den ligger i Sydshetlandsöarna. Argentina, Chile och Storbritannien gör anspråk på området. Krivodol Glacier ligger 1 719 meter över havet.
Terrängen runt Krivodol Glacier är huvudsakligen bergig, men åt sydost är den kuperad. Havet är nära Krivodol Glacier söderut. Trakten är obefolkad. Det finns inga samhällen i närheten. 